# 诱导社乐队
诱导社（英語：LURE）是来自北京的朋克乐队。1997年1月成立。乐队成员为主唱：雷霖、贝司：王路、鼓手：于巍。乐队首次演出是1997年2月，地点是北京青年宫“外星人迪厅”。1997年底参加了一场由七、八支大学校园乐队的演出，开始崭露头角。之后4年中，乐队开始参加更多的现场演出。
1998年录制第一张小样《214天和3个呕吐少年》，并在年底开始地下发行。1999年初签约摩登天空一首单曲，在《摩登天空3》（合辑）中发行，名叫《见红》。主唱雷霖参与制作了《摩登天空3》（杂志）的封面。

## 专辑及单曲
- 1998 - 《214天和3个呕吐少年》（自费地下发行）
- 1999 - 《见红》（单曲，收录于《摩登天空3》）
- 2000 - 《214天和3个呕吐少年》（再版，第三只眼音乐工作室）
- 2001 - 《性感的叛国青年》（Sub Jam）
- 2002 - 《我想你会在我的怀抱中说声你爱我》（摩登天空/Badhead）
- 2004 - 《结束等于开始》（京文/嚎叫唱片）
- 2012 - 《逆行王国》（忙蜂文化）

## 影视作品
- 《自由的边缘》（导演：孙志强，2002）